# Fuerza Internacional para Timor Oriental
La Fuerza Internacional para Timor Oriental (INTERFET por sus siglas en inglés) Fue una Fuerza Internacional de Paz, Enviada por la Naciones Unidas para aliviar la crisis de seguridad y humanitaria que tuvo lugar en Timor Oriental entre 1999 y 2000.
Esta fuerza estuvo comandada por el General de División Peter Cosgrove del Ejército Australiano.

## Origen de la crisis
Un referéndum patrocinado por las Naciones Unidas tuvo lugar el 30 de agosto de 1999, y demostró la aplastante superioridad de las personas que aprobaban que Timor Oriental se independizara de Indonesia. El 4 de septiembre después del anuncio del resultado de los comicios, se iniciaron violentos disturbios, instigados por una milicia anti-independentista que dieron lugar a una crisis de seguridad y humanitaria en la región, hasta que Xanana Gusmão realizó un pedido a las Naciones Unidas para que desplegaran una fuerza de paz en la región.[1]
La fuerte presión internacional obligó al presidente indonesio, Jusuf Habibie a anunciar el 12 de septiembre, el permiso para que una Fuerza de Paz de las Naciones Unidas, fuese desplegada en la región.[2]
El 15 de septiembre, el Consejo de Seguridad de las Naciones Unidas trato el tema del deterioro de la situación en Timor oriental y a través de la Resolución 1264 convocó a la creación de una fuerza Internacional para restaurar la paz y la seguridad en el territorio, proteger y prestar apoyo a la Misión humanitaria presente en el lugar y para facilitar las operaciones de ayuda humanitaria hasta que las Naciones Unidas aprobara la creación de una fuerza de paz y su despliegue en el área.[3]

## Operación Warden
La Misión INTERFET inició su despliegue en Timor Oriental el 20 de septiembre de 1999, liderada por una vanguardia de nueve buques de guerra Incluyendo N.R.P. Vasco da Gama (F330), HMS Glasgow y USS Mobile Bay. La mayoría del personal de la Misión de las Naciones Unidas en Timor Oriental, UNAMET por sus siglas en inglés (United Nations Mission in East Timor), como también el Ejército Indonesio, la policía local y la administración del territorio; habían sido evacuados previamente de la región por la Real Fuerza Aérea Australiana y otras fuerzas aliadas, entre ellas, la Real Fuerza Aérea Neozelandesa.
La llegada de cientos de tropas de la Fuerza de paz, ocasionó que la guerrilla huyera a través de la frontera hacia indonesia. ataques esporádicos desde la frontera indonesia se produjeron contra las fuerzas de INTERFET, particularmente en la zona sur, controlada por el Ejército Neozelandés. estos ataques dieron fuerzas a la sospecha de que el Gobierno Indonesio daba su apoyo tácito a la guerrilla
Cinco meses después, el 28 de febrero de 2000; INTERFET paso el comando de la operaciones militares a UNTAET (Administración de transición de las Naciones Unidas en Timor Oriental).

## Países que formaron INTERFET
Australia Proveyó el contingente principal de tropas, tecnología y equipamiento para INTERFET, seguido por Nueva Zelanda.
Otros países que contribuyeron fueron: (en orden alfabético), Alemania, Brasil, Canadá, Chile, Corea del Sur, Estados Unidos, Filipinas, Francia, Irlanda, Italia, Kenia, Malasia, Noruega, Portugal, Reino Unido, Singapur y Tailandia.
- Datos: Q402096
- Multimedia: International Force East Timor / Q402096